# Man of the House
Man of the House (BRA: O Homem da Casa / POR: Afinal Quem Manda Aqui?) é um filme de comédia policial de 2005, dirigido por Stephen Herek e estrelado por Tommy Lee Jones. O enredo gira em torno de Roland Sharp, um policial Texas Ranger solitário que se disfarça como assistente técnico para proteger um grupo de líderes de torcida da faculdade que testemunharam um assassinato. Grande parte do filme foi filmada em Austin, Texas, no campus da Universidade do Texas em Austin.
O governador do Texas, Rick Perry, tem uma participação especial no filme como ele mesmo. Lançado em 25 de fevereiro de 2005, o filme recebeu críticas negativas e faturou apenas US$21 milhões, em um orçamento de US$40 milhões.

## Sinopse
Roland Sharp é um policial texano que segue as leis à risca e está à procura de um informante, que é a peça-chave para a resolução de um crime. Roland recebe a ajuda do pastor Percy Stevens, um ex-presidiário convertido, que acaba sendo assassinado. Roland é então designado a proteger as únicas testemunhas do crime: um grupo de líderes de torcida da Universidade do Texas. Para cumprir sua função ele é obrigado a se disfarçar, tendo também que morar juntamente com as cinco universitárias, Anne, Teresa, Evie, Heather e Barb.

## Elenco
- Tommy Lee Jones como Roland Sharp
- Cedric the Entertainer como Percy Stevens
- Christina Milian como Anne
- Monica Keena como Evie
- Kelli Garner como Barb
- Vanessa Ferlito como Heather
- Paula Garcés como Teresa
- Anne Archer como professora Molly McCarthy
- Brian Van Holt como Eddie Zane
- Shea Whigham como Ranger Holt
- Terrence Parks como Riggs Ranger
- R. Lee Ermey como o capitão Nichols
- Paget Brewster como Binky
- Shannon Marie Woodward como Emma Sharp
- Liz Vassey como Maggie Swanson
- Rick Perry como ele mesmo

## Produção
Grande parte do filme foi filmado em Austin, Texas, no campus da Universidade do Texas. O governador do Texas, Rick Perry, fez uma participação especial no filme como ele mesmo.

## Recepção

### Reação crítica
No Rotten Tomatoes, o filme tem uma classificação de aprovação de 9% com base em 64 críticas, com uma classificação média de 3,4/10. O consenso crítico do site diz: "Um filme de alto conceito que se apresenta como um seriado medíocre de TV".  Em Metacritic, o filme tem uma pontuação de 35 em 100, com base em 20 críticos, indicando "críticas geralmente desfavoráveis". As audiências consultadas pelo CinemaScore deram ao filme uma nota média de "B-" na escala A+ a F.
James Berardinelli, da ReelViews, classificou o filme com uma estrela em quatro e escreveu: "O filme é uma "comédia de ação" apenas no nome - não há nada em Man of the House que possa ser considerado engraçado ou emocionante". Ele também disse que o filme "consegue neutralizar a capacidade de humor de Cedric the Entertainer", já que "nem mesmo ele é capaz de dar uma risada legítima" e que Tommy Lee Jones "parece taciturno e antipático".
Stephen Hunter, do Washington Post, chamou o filme de "um multiplex de uma tela" com "muitos filmes pequenos pulando dentro dele, mas não há um filme grande do lado de fora". Hunter sentiu que, no final, as "muitas personalidades" do filme "se tornaram cansativas". Ele elogiou o retrato "sem expressão" de Tommy Lee Jones, dizendo "Sempre que Herek não sabe o que fazer - e isso é frequente - ele corta para Jones, irradiando cansaço do mundo com a desenvoltura de Fred Astaire, e é sempre engraçado".
Dana Stevens, do New York Times, escreveu: "Quase todas as cenas emocionais do filme são previsíveis demais para atingir sua marca, mas a entrega seca de Jones tem seus momentos". No entanto, Stevens achou Cedric the Entertainer decepcionante, afirmando que ele "falha pela primeira vez em cumprir seu nome".

## Bilheteria
No fim de semana de estreia, o filme arrecadou US$8,917,251 dólares em 2,422 cinemas nos Estados Unidos e no Canadá, ocupando o 5º lugar nas bilheterias e com uma média de 3,681 dólares por cinema. O filme foi encerrado em 7 de abril de 2005, com uma receita doméstica norte-americana de US$19,699,706 e uma receita internacional de US$1,877,918 gerando uma receita total de US$21,577,624. O filme foi lançado no Reino Unido em 8 de abril de 2005 e estreou em #14.

## Trilha Sonora
- "Man of the House" – Chuck Wicks
- "We Are Family" – Pointer Sisters
- "Rising Sun" – Rusted Root
- "What U Gon' Do" – Lil Jon & the East Side Boyz
- "U Can't Touch This" – Tree Adams
- "All I Wanna Do" – Sheryl Crow
- "Should I Stay Or Should I Go" – The Clash
- "Funny How Time Slips Away" – Willie Nelson
- "Bad Moon Rising" – Creedence Clearwater Revival
- "Walkie Talkie Man" - Steriogram
- "I'm Too Sexy" - Right Said Fred